# Zephyr (besturingssysteem)
Zephyr is een klein open source real-time besturingssysteem (RTOS) voor embedded apparaten (met de nadruk op microcontrollers) dat meerdere architecturen ondersteunt. Het is uitgebracht onder de Apache-licentie 2.0. Zephyr bevat een kernel en alle componenten en bibliotheken, apparaatstuurprogramma's, protocolstacks, bestandssystemen en firmware-updates die nodig zijn om volledige applicaties te ontwikkelen.

## Functies
Zephyr is ontworpen om alle componenten te leveren die nodig zijn om applicaties voor beperkte apparaten of microcontrollers te ontwikkelen. Enkele eigenschappen van Zephyr zijn:
- Een kleine kernel met één adresruimte, meerdere scheduling-algoritmen en ondersteuning voor geheugenbescherming.
- Een flexibel configuratie- en bouwsysteem voor het definiëren van de vereiste bronnen en modules tijdens het compileren.
- Ingebouwde ondersteuning voor verschillende protocol-stacks (IPv4 en IPv6, Constrained Application Protocol (CoAP), LwM2M, MQTT, 802.15.4, Thread, Bluetooth Low Energy, CAN)
- Een virtuele bestandssysteeminterface met verschillende flash-bestandssystemen voor niet-vluchtige opslag (FATFS, LittleFS, NVS).
- Mechanismen voor het beheer en de firmware van het apparaat.

Zephyr gebruikt Kconfig en devicetree als configuratiesystemen. Deze systemen zijn overgenomen van de Linux-kernel⁣, maar geïmplementeerd in de programmeertaal Python voor overdraagbaarheid naar non-Unix -besturingssystemen. Het RTOS-buildsysteem is gebaseerd op CMake, waarmee Zephyr-applicaties op Linux, macOS en Microsoft Windows kunnen worden gecompileerd.